# Groupe de NGC 2835
Le groupe de NGC 2835 comprend principalement cinq galaxies situées dans les constellations de l'Hydre et de la Boussole. La distance moyenne entre ces quatre galaxies et la Voie lactée est d'environ 16,2 Mpc (∼52,8 millions d'al). Trois de ces cinq galaxies sont indiquées dans un article d'A.M. Garcia paru en 1993 et sur le site de Richard Powell, « Un Atlas de l'Univers » : NGC 2835, NGC 2784 et ESO 565-1. Garcia ajoute la galaxie ESO 497-17 et Powell la galaxie ESO 564-30. De plus, une étude réalisée en 2017 a recensé 31 galaxies naines appartenant à ce groupe.    

## Membres
Le tableau ci-dessous liste les 5 galaxies mentionnées par Powell et Garcia.  
| Nom        | Constellation | Classification | Type                     | α (J2000.0)   | δ (J2000.0)  | Vitesse radiale (km/s) | Magnitude apparente | Distance (Mpc) | Diamètre (kal) |
| ---------- | ------------- | -------------- | ------------------------ | ------------- | ------------ | ---------------------- | ------------------- | -------------- | -------------- |
| NGC 2835   | Hydre         | SB(rs)c        | Spirale barrée           | 09h 17m 52.9s | -22° 21′ 17″ | 887 ± 1                | 10,5                | 17,8 ± 1,3     | 86             |
| NGC 2784   | Hydre         | SA(s)0^0^:     | Lenticulaire             | 09h 12m 19.5s | -24° 10′ 21″ | 691 ± 35               | 10,3                | 14,8 ± 1,2     | 182            |
| ESO 565-1  | Hydre         | IAB(s)m        | Irrégulière magellanique | 09h 21m 28.1s | -22° 30′ 07″ | 846 ± 2                | 14,07               | 17,2 ± 1,3     | 64             |
| ESO 564-30 | Hydre         | IB(s)m         | Irrégulière magellanique | 09h 13m 12.1s | -19° 24′ 31″ | 768 ± 5                | 14,39               | 16,0 ± 1,2     | 52             |
| ESO 497-17 | Boussole      | IB(s)m         | Irrégulière magellanique | 09h 09m 46.5s | -23° 00′ 33″ | 725 ± 2                | 13,92               | 15,3 ± 1,1     | 13             |

Le site DeepskyLog permet de trouver aisément les constellations des galaxies mentionnées dans ce tableau ou si elles ne s'y trouvent pas, l'outil du site constellation permet de le faire à l'aide des coordonnées de la galaxie. Sauf indication contraire, les données proviennent du site NASA/IPAC.